# Оксамитова акула грубошкіра
Оксамитова акула грубошкіра (Centroscymnus owstonii) — акула з роду Оксамитова акула родини Полярні акули. Інша назва «оксамитова акула Оустона», «короткошипа акула-собака».

## Опис
Загальна довжина досягає 1,21 м. Голова помірно довга. Очі великі, овальні, горизонтальної форми. Рот невеликий, його довжина дорівнює відстані від кінчика морди до першої зябрової щілини. Губи помірно товсті, м'ясисті, верхні губні к=складки короткі. На верхній щелепі зуби шилоподібні з 1 верхівкою. Зуби нижньої щелепи відносно високі, з вузьким корінням, верхівка має боковий нахил до куту рота. Тулуб кремезний. Шкіряна луска велика, гострокінечна, з овальною формою. Зовнішнє має шорсткий вигляд, втім більша її частина гладенька. Має 2 спинних плавця з шипами. Задній плавець значно більший за передній. Шипи слабко помітні над шкірою. Задній плавець близько розташований до хвостового плавця. Черево довге. Анальний плавець відсутній. Хвостовий плавець гетероцеркальний, широкий.
Забарвлення чорне або темно-коричневе.

## Спосіб життя
Тримається на глибинах від 100 до 1500 м. Активний хижак. Полює переважно біля дна (бентофаг). Живиться костистою рибою, ракоподібними, головоногими молюсками.
Це яйцеживородна акула. Самиця народжує 16-28 акуленят завдовжки 27-30 см.
Не є об'єктом вилову з огляду на високий вміст у м'ясі ртуті. Разом з тим використовується печінка, що багата на сквален.

## Розповсюдження
Мешкає у Мексиканській затоці, біля Японії, Австралії, Нової Зеландії, уздовж підводних хребтів Наска й Сала-і-Гомес, Бурштинової підводної гори. Окремі ареали цієї акули розташовані біля узбережжя Марокко, Сенегалу, Гвінеї, Намібії, ПАР, Уругваю та віпденної Бразилії.